# Joy de Zeeuw
Joy de Zeeuw (* 15. Mai 2006) ist eine niederländische Tennisspielerin.

## Karriere
De Zeeuw spielt vor allem auf der ITF Women’s World Tennis Tour, auf der sie bisher zwei Titel im Einzel und elf Doppeltitel gewinnen konnte.

## Turniersiege

### Einzel
| Nr. | Datum             | Turnier             | Kategorie | Belag     | Finalgegnerin      | Ergebnis  |
| --- | ----------------- | ------------------- | --------- | --------- | ------------------ | --------- |
| 1.  | 26. Oktober 2024  | Villena             | ITF W15   | Hartplatz | Adrienn Nagy       | 7:67, 6:3 |
| 2.  | 24. November 2024 | Scharm asch-Schaich | ITF W15   | Hartplatz | Kristiana Sidorowa | 7:65, 6:2 |

### Doppel
| Nr. | Datum            | Turnier                | Kategorie | Belag             | Partnerin            | Finalgegnerinnen                             | Ergebnis         |
| --- | ---------------- | ---------------------- | --------- | ----------------- | -------------------- | -------------------------------------------- | ---------------- |
| 1.  | 5. August 2023   | Eindhoven              | ITF W15   | Sand              | Sarah van Emst       | Rose Marie Nijkamp Isis Louise van den Broek | 6:1, 4:6, [10:8] |
| 2.  | 3. August 2024   | Rogaška Slatina        | ITF W15   | Sand              | Alena Kovačková      | Anika Jašková Karolína Vlčková               | 4:6, 6:4, [10:7] |
| 3.  | 18. Oktober 2024 | Sant Vicenç de Torelló | ITF W15   | Hartplatz         | Ruth Roura Llaverias | Rose Marie Nijkamp Isis Louise van den Broek | 2:6, 6:3, [11:9] |
| 4.  | 25. Oktober 2024 | Villena                | ITF W15   | Hartplatz         | Adrienn Nagy         | Rose Marie Nijkamp Isis Louise van den Broek | kampflos         |
| 5.  | 11. Januar 2025  | Oslo                   | ITF W15   | Hartplatz (Halle) | Linea Bajraliu       | Amelia Rajecki Katarína Strešnáková          | 6:3, 6:0         |
| 6.  | 26. April 2025   | Kuršumlijska Banja     | ITF W15   | Sand              | Britt du Pree        | Anastassija Firman Tea Nikčević              | 6:3, 6:3         |
| 7.  | 3. Mai 2025      | Oegstgeest             | ITF W15   | Sand              | Britt du Pree        | Demi Tran Marie Vogt                         | 4:6, 6:3, [10:3] |
| 8.  | 24. Mai 2025     | Estepona               | ITF W15   | Hartplatz         | Viktória Morvayová   | Vlada Ekshibarova Clara Vlasselaer           | 4:6, 6:1, [10:5] |
| 9.  | 5. Juli 2025     | Amstelveen             | ITF W35   | Sand              | Sarah van Emst       | Jasmijn Gimbrère Stéphanie Visscher          | 1:6, 6:2, [10:8] |
| 10. | 12. Juli 2025    | Den Haag               | ITF W75   | Sand              | Arantxa Rus          | Polina Bachmutkina Kristina Kroitor          | 6:2, 6:2         |
| 11. | 16. August 2025  | Vigo                   | ITF W35   | Hartplatz         | Vendula Valdmannová  | Carol Young Suh Lee Tenika McGiffin          | 7:5, 6:2         |